# A. Willi Petersen
A. Willi Petersen (* 29. März 1949; † 6. August 2018) war ein deutscher Berufspädagoge und Hochschullehrer. Er war maßgeblich am Aufbau des Berufsbildungsinstituts Arbeit und Technik der Universität Flensburg beteiligt.

## Leben
A. Willi Petersen studierte von 1971 bis 1974 Elektrotechnik/Nachrichtentechnik an der Universität-Gesamthochschule Kassel und schloss das Studium als Diplom-Ingenieur ab. Anschließend studierte er an der gleichen Universität Berufspädagogik, Elektrotechnik und Mathematik für das Lehramt an Berufsschulen. 1977 absolvierte er die Erste Staatsprüfung, nach seinem Referendariat folgte 1979 die Zweite Staatsprüfung. Er lehrte im Anschluss als Studienrat und Oberstudienrat an Beruflichen Schulen in Kassel und Witzenhausen. 1986 wechselte er als pädagogischer und wissenschaftlicher Mitarbeiter an die Universität Kassel. 1991 promovierte er als Dr. phil. mit der Arbeit Betriebliche Fortbildung im Kontext neuer Technologien und wechselte an die Universität Bremen. Als Hochschuldozent für die Forschung und Lehre der Beruflichen Fachrichtung Elektrotechnik ging er 1995 wieder an die Universität Kassel, ehe er 1997 Professor für die Berufliche Fachrichtung Elektrotechnik an der Universität Flensburg wurde.
2017 wurde ihm der Dr. h. c. der Danubius University, einer Privatuniversität in Galați, Rumänien, verliehen. 2015 wurde er zum Professor der chinesischen Beijing Academy of Educational Sciences in Peking ernannt.